# Claudio Caniggia
Claudio Caniggia (9 de gener de 1967) és un exfutbolista professional argentí.

## Selecció de l'Argentina
Va formar part de l'equip argentí a la Copa del Món de 1990.

## Referències

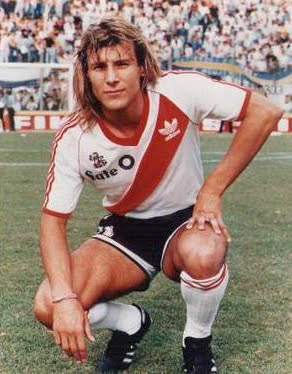
Caniggia with River Plate in 1987.